# Landscape with Invisible Hand
Landscape with Invisible Hand es una película de ciencia ficción estadounidense de 2023 escrita y dirigida por Cory Finley, basada en la novela homónima de 2017 de M.T. Anderson. La película está protagonizada por Asante Blackk, Kylie Rogers y Tiffany Haddish.
Landscape with Invisible Hand se estrenó en el Festival de Cine de Sundance el 23 de enero de 2023 y fue estrenada en Estados Unidos por Metro-Goldwyn-Mayer el 18 de agosto de 2023.

## Sinopsis
En un futuro cercano en el que una especie alienígena conocida como Vuvv se ha apoderado de la Tierra, un aspirante a artista adolescente y su novia traman un plan para ganar dinero transmitiendo su vida amorosa a los fascinados extraterrestres a raíz del ahorro de mano de obra de los Vuvv. tecnología. Pero los dos adolescentes poco a poco llegan a odiarse y no pueden separarse sin arruinar a sus familias.

## Reparto
- Asante Blackk como Adam Campbell
- Tiffany Haddish como Beth Campbell
- Kylie Rogers como Chloe Marsh
- Brooklynn MacKinzie como Natalie Campbell
- Josh Hamilton como Mr. Marsh
- Michael Gandolfini como Hunter Marsh
- Christian Adam como Zach
- John Newberg como Mr. Stanley
- William Jackson Harper como Mr. Campbell

## Producción
El 14 de noviembre de 2017, se anunció que Plan B Entertainment había adquirido los derechos para una adaptación cinematográfica de la novela recientemente publicada de M.T. Anderson, Landscape with Invisible Hand. Annapurna Pictures iba a coproducir la película según el acuerdo general de tres años de Plan B con la compañía. No hubo más novedades sobre el proyecto hasta el 18 de diciembre de 2020, cuando se anunció que Plan B había firmado un acuerdo cinematográfico de revisión con Metro-Goldwyn-Mayer Pictures, quien iba a producir la película y distribuirla a través de United Artists Releasing, Cory Finley se encargó de adaptar el guion y dirigir la película.
El 4 de enero de 2021, Tiffany Haddish fue elegida para el papel principal. El 28 de junio de 2021, Asante Blackk fue elegido para el papel principal. Kylie Rogers se unió al elenco principal el 20 de septiembre de 2021. En febrero de 2022, se informó que Clifton Collins Jr., Michael Gandolfini, Josh Hamilton y Brooklynn MacKinzie se agregaron al elenco.
La fotografía principal comenzó el 1 de febrero de 2022 en Atlanta y concluyó allí el 27 de marzo de 2022.

## Estreno
Landscape with Invisible Hand tuvo su estreno mundial en el Festival de Cine de Sundance 2023. Durante la discusión posterior a la proyección, un miembro de la audiencia criticó la aparición de la película respaldada por el estudio en el festival de cine independiente, lo que llevó a Haddish a defender a los productores y programadores de Sundance.
La película fue estrenada en cines por Metro-Goldwyn-Mayer el 18 de agosto de 2023.